# Ivy Levan

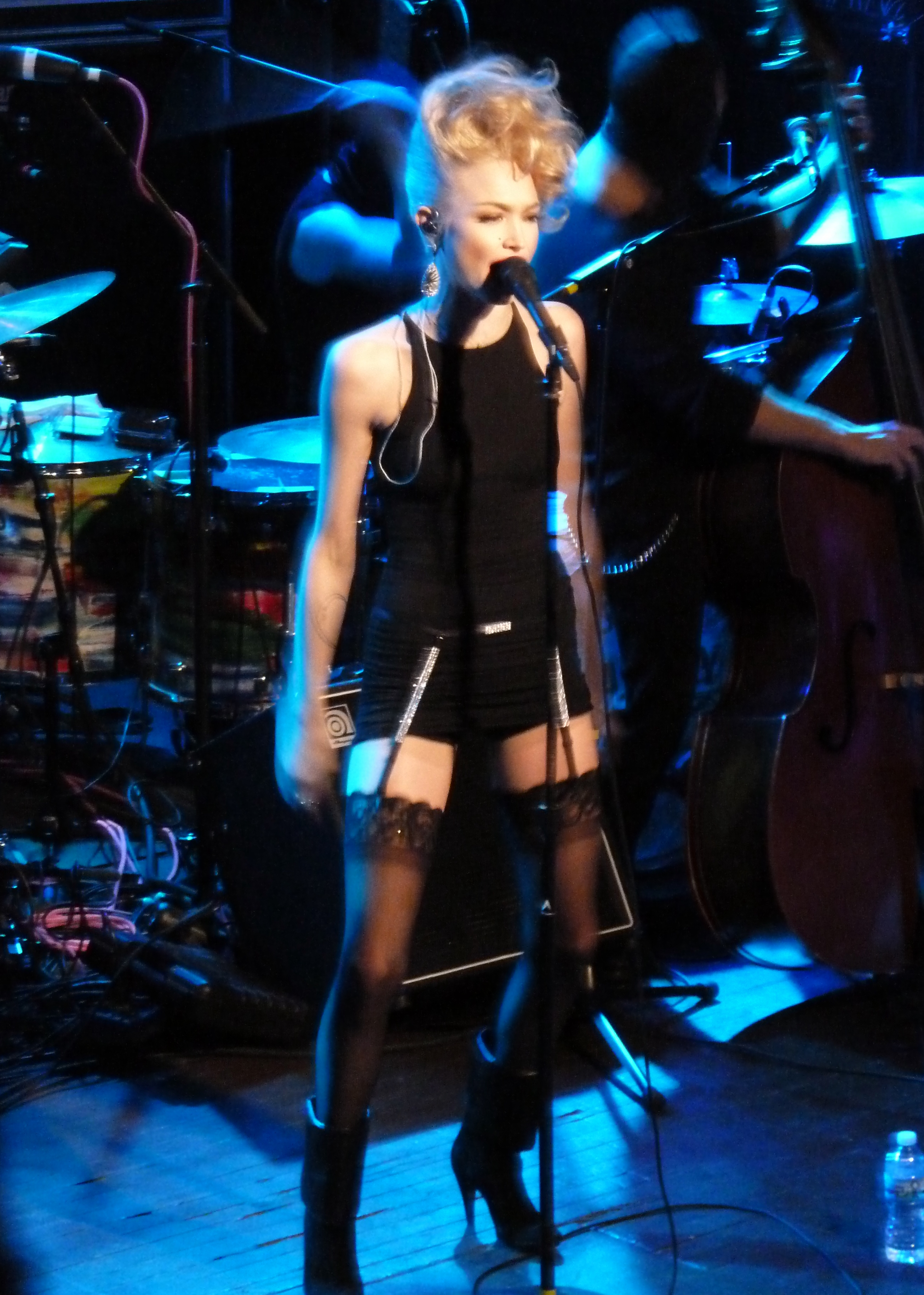
Ivy Levan em 2013

Ivy Rose Levan (Tulsa, Oklahoma, 20 de janeiro de 1987), mais conhecida como Ivy Levan, é uma cantora, modelo e atriz estadunidense. Levan ganhou notoriedade com o single "Biscuit", de seu álbum de estreia, No Good, lançado em 9 de agosto de 2015 pela Cherrytree Records, no qual só foi comercializado pela América do Norte. O vídeo conta com mais de um milhão de visualizações em sua conta da Vevo, sendo o seu maior sucesso até o momento. Ela é abertamente bissexual.

## Sobre
Ivy saiu de casa aos 16 anos de idade com sua mãe para seguir sua carreira de cantora. Ela teve esse sonho desde que era garota, mas acabou sendo contratada como modelo. Ela lançou seu primeiro EP em 2013, intitulado Introducing The Dame, lançando todas as cinco faixas como single, obtendo clipes.

## No Good
No Good é o álbum de estreia de Ivy, lançado em 9 de agosto de 2015 pela Cherrytree Records, gravadora que pertence à Interscope Records e contém artistas como Lady Gaga, Ellie Goulding e a dupla de rap Die Antwoord.

O álbum contém o sucesso "Biscuit" e singles como "The Dame Says" e "No Good". Tendo produção do DJ e produtor Diplo, contém também parcerias de Cadre e Sting, além de canções emocionantes e melódicas como "Johnny Boy".